# GLCCI1
GLCCI1‏ (Glucocorticoid induced 1) هوَ بروتين يُشَفر بواسطة جين GLCCI1 في الإنسان.